# NCCR–Mageuzi
La Convenció Nacional per a la Construcció i la Reforma (suahili: kamati ya kitaifa kwa ajili ya mageuzi ya Katiba, en anglès: National Committee for Constitution Reform o NCCR) és un partit polític d'oposició a Tanzània. És coneguda popularment pel seu acrònim NCCR-Mageuzi.

## Història
Entre els dies 11 i 12 de juny de 1991, diversos grups del país van fer una conferència a Dar es Salaam moguts per la necessitat d'instaurar un sistema multipartidista. Per aquest motiu, van decidir formar la NCCR amb l'objectiu d'eliminar el sistema de partit únic que es regia en aquell moment a Tanzània.
El 20 de gener de 1992, el Comitè Executiu Nacional del Partit de la Revolució va aprovar la proposta d'una comissió presidencial de legalitzar els partits de l'oposició, podent sol·licitar-ho a partir de 17 de juny del mateix any. El partit NCCR-Mageuzi es va registrar, de manera permanent, el 21 de març de 1993.

## Història electoral

### Eleccions presidencials
| Elecció | Candidat de partit   | Vots      | %     | Posició | Resultat |
| ------- | -------------------- | --------- | ----- | ------- | -------- |
| 1995    | Augustino Mrema      | 1,808,616 | 27.7% | 2n      | Perdut   |
| 2000    | Augustino Mrema      | 637,115   | 7.80% | 3r      | Perdut   |
| 2005    | Sengondo Mvungi      | 55,819    | 0.49% | 5è      | Perdut   |
| 2010    | Hashim Spunda Rungwe | 26,388    | 0.31% | 5è      | Perdut   |
| 2015    | No es va presentar   | -         | -     | -       | -        |

### Eleccions parlamentàries
| Elecció | Vots      | %      | Escons          | +/− | Posició | Govern   |
| ------- | --------- | ------ | --------------- | --- | ------- | -------- |
| 1995    | 1,406,343 | 21.83% | 19 / 285 (6.7٪) | 19  | 2n      | Oposició |
| 2000    | 256,591   | 3.61%  | 1 / 285 (0.4٪)  | 18  | 6è      | Oposició |
| 2005    | 239,452   | 2.2%   | 0 / 324 (0٪)    | 1   | 5è      | Oposició |
| 2010    | 193,738   | 2.51%  | 4 / 350 (1.1٪)  | 4   | 4t      | Oposició |
| 2015    | 218,209   | 1.50%  | 1 / 367 (0.3٪)  | 3   | 5è      | Oposició |